# La gran desfilada
La gran desfilada (The Big Parade) és una pel·lícula muda realitzada als Estats Units pel director King Vidor i estrenada el 5 de novembre de 1925. La pel·lícula narra la història d'un noi de classe acomodada que s'enrola a l'exèrcit i lluita a França durant la Primera Guerra Mundial. És protagonitzada per John Gilbert i Renée Adorée. Considerada durant molt de temps perduda, es van localitzar els negatius i es va poder restaurar completament la pel·lícula. Ha estat exhibida en català. Hi ha dues pel·lícules, estrenades els anys 1952 i 1986, que tenen el mateix títol en anglès però que no tenen cap relació amb aquesta.

## Argument
A la primavera de 1917, Amèrica gaudeix de la seva prosperitat mentre que la guerra fa estralls a Europa. A Nova York, Slim Jensen treballa en la construcció d'un gratacels, mentre que Michael "Bull" O'Hara treballa en un bar de Manhattan. A la part alta de la ciutat, James Apperson viu una vida acomodada i no vol treballar a la fàbrica del seu pare. Les vides d'aquests tres homes són interrompudes quan els Estats Units declaren de guerra a Alemanya.
Quan un grup d'amics entusiasmats expliquen a Jim que estan reclutant soldats per a la guerra, aquest, impulsivament, decideix allistar-se. Al vespre, Jim evita explicar a la seva família que s'ha allistat per no preocupar la seva mare. Però quan el seu pare li recrimina la seva conducta indolent contraposant-la amb la del seu germà, Harry, que està adaptant la producció de la fàbrica a la guerra, Justyn Reed, la promesa de Jim, explica aleshores, sense haver-ho pretès l'allistament de Jim, per a desesperació de la mare i complaença del pare.
Diversos dies més tard ja en un camp d'entrenament, Jim coneix Slim i Bull i tot i provenir d'ambients diferents esdevenen inseparables. Després d'un període de formació breu, Bull és nomenat sergent i la companyia és enviada a França, on després de diversos dies de marxa pel camp, estableix el seu campament en el poble de Champillon on són ben rebuts pels seus habitants.
Uns dies més tard, Jim rep un pastís de part de Justyn el qual comparteix amb Bull i Slim. Per trencar amb la monotonia, Jim decideix muntar una primitiva dutxa prop del riu per als soldats i per això cerca d'un barril pel poble. Allà, és descobert per Mélisande, una noia del poble que viu sola amb la seva mare. Encuriosida pel que fa, el segueix al riu i espia com Bull i Slim proven aquella dutxa. Quan és descoberta, Jim es presenta, tot i que cap dels dos parla la llengua de l'altre. Aquella nit, Jim va a esperar Mélisande davant de casa seva i li ofereix un xiclet i li ensenya com s'ha de mastegar. Amb un diccionari, Jim i Mélisande aconsegueixen comunicar la seva atracció mútua i durant les següents setmanes, es troben tan sovint com poden, tot i les burles constants de Bull i Slim.
Alguns dies més tard, Bull s'enfurisma quan algú, de broma, li pren la carta que li acaba d'arribar i s'enfronta amb un oficial al que creu responsable. L'oficial decideix degradar-lo. En recuperar la carta, Bull s'assabenta que la seva dona espera un fill. Mentrestant, Jim també ha rebut una carta i una foto de Justyn, en la qual li recrimina que no té notícies seves. Mélisande troba Jim en aquell moment i quan s'adona que Jim estava compromès amb una altra noia discuteixen. Tot i que Jim li assegura insistentment que només li importa ella, Mélisande marxa plorant. Moments després, la companyia rep ordres de traslladar-se al front immediatament i Jim ha d'afanyar-se a recollir el seu equip i tot i que després busca desesperadament a Mélisande, es veu obligat a seguir la seva unitat.
Quan els soldats marxen a través del poble, desfilant o en camions, els vilatans surten a acomiadar-los. Atreta per l'enrenou de la sobtada partida de la companyia, Mélisande cerca Jim entre la multitud de soldats que desfilen pel poble. Finalment es troben i Jim li promet que tornarà.
La companyia avança en direcció a les línies enemigues sota la protecció d'avions de guerra fins que arriba un moment que han de continuar a peu. En aquell moment són metrallats per uns avions alemanys i Jim veu les primeres víctimes mortals. S'ordena a la companyia de Jim de dispersar-se i marxar a través d'un bosc ple de franctiradors alemanys per tal de desallotjar-los. Són bombardejats amb projectils gasos, per la qual cosa, posant-se les seves màscares, es refugien a les trinxeres. Després d'un llarg atac, cau la nit cau i Jim, Slim i Bull fan torns per dormir i menjar una mica fins que un oficial s'arrossega fins a la seva trinxera i els ordena que algú d'ells intenti destruir un canó alemany. Slim aconsegueix convèncer els seus amics de ser ell el voluntari i s'arrossega lentament amagant-se rere entre els cadàvers fins al niu del canó que destrueix amb una granada de mà. Quan torna, però, bengales il·luminen el cel i els alemanys el descobreixen i l'ametrallen mentre Jim i Bull ho senten des de la trinxera. En no tornar, Jim i Bull el comencen a cridar ansiosament fins que són amonestats per un oficial. Una mica més tard, Jim i Bull senten feblement com Slim demana ajuda i desesperats desobeeixen les ordres i surten rescatar-lo. En trobar-lo mort, furiosos, destrueixen un niu de metralladores alemany. Mentre ataquen un segon niu, Bull mor i Jim és ferit en una cama.
Dies més tard, Jim desperta en una església convertida en una improvisada infermeria. Un altre malalt li explica que ell va ser ferit alavora de Champillon i que posteriorment els alemanys van envair el poble. Alarmat, Jim s'escapa de l'hospital en crosses per anar a la recerca de Mélisande sense saber que el poble ha estat evacuat. Jim s'esfondra en arribar al poble destrossat, on és trobat més tard per una unitat mèdica.
Un cop acabada la guerra, Jim torna a casa. Com a conseqüència de les ferides li han amputat la cama. Malgrat que Justyn i Harry s'han enamorat durant l'absència de Jim, ella se sent obligada a mantenir el seu compromís. Jim però s'adona que no encaixa en l'ambient en el que sempre havia viscut i que els altres mai podran entendre com ha canviat per culpa de la guerra. Animat per la seva mare decideix tornar a França per mirar de trobar Mélisande. Temps després, Mélisande i la seva mare estan treballant en uns camps quan ella veu una figura distant que s'acosta lentament a través dels turons. Incrèdul·la, reconeix Jim i ells dos es retroben.

## Repartiment
- John Gilbert (James Apperson) John Gilbert (dècada 1930)

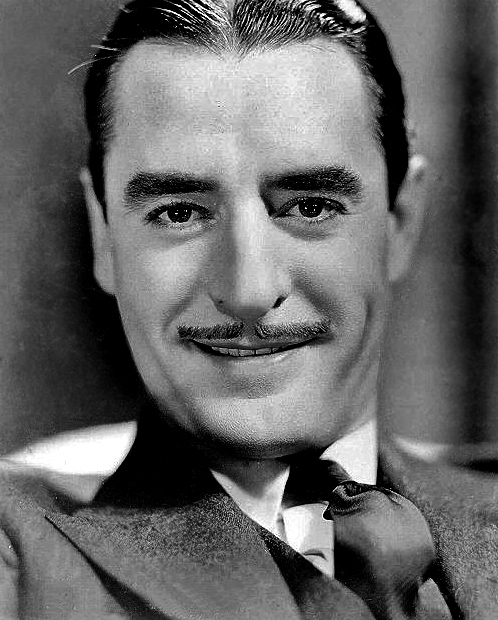
John Gilbert (dècada 1930)

- Renée Adorée (Mélisande) Renée Adorée (1922)
- Hobart Bosworth (Mr. Apperson)
- Claire McDowell (Mrs. Apperson)
- Claire Adams (Justyn Reed)
- Robert Ober (Harry Apperson)
- Tom O'Brien (Michael "Bull" O'Hara)
- Karl Dane (Slim Jensen)

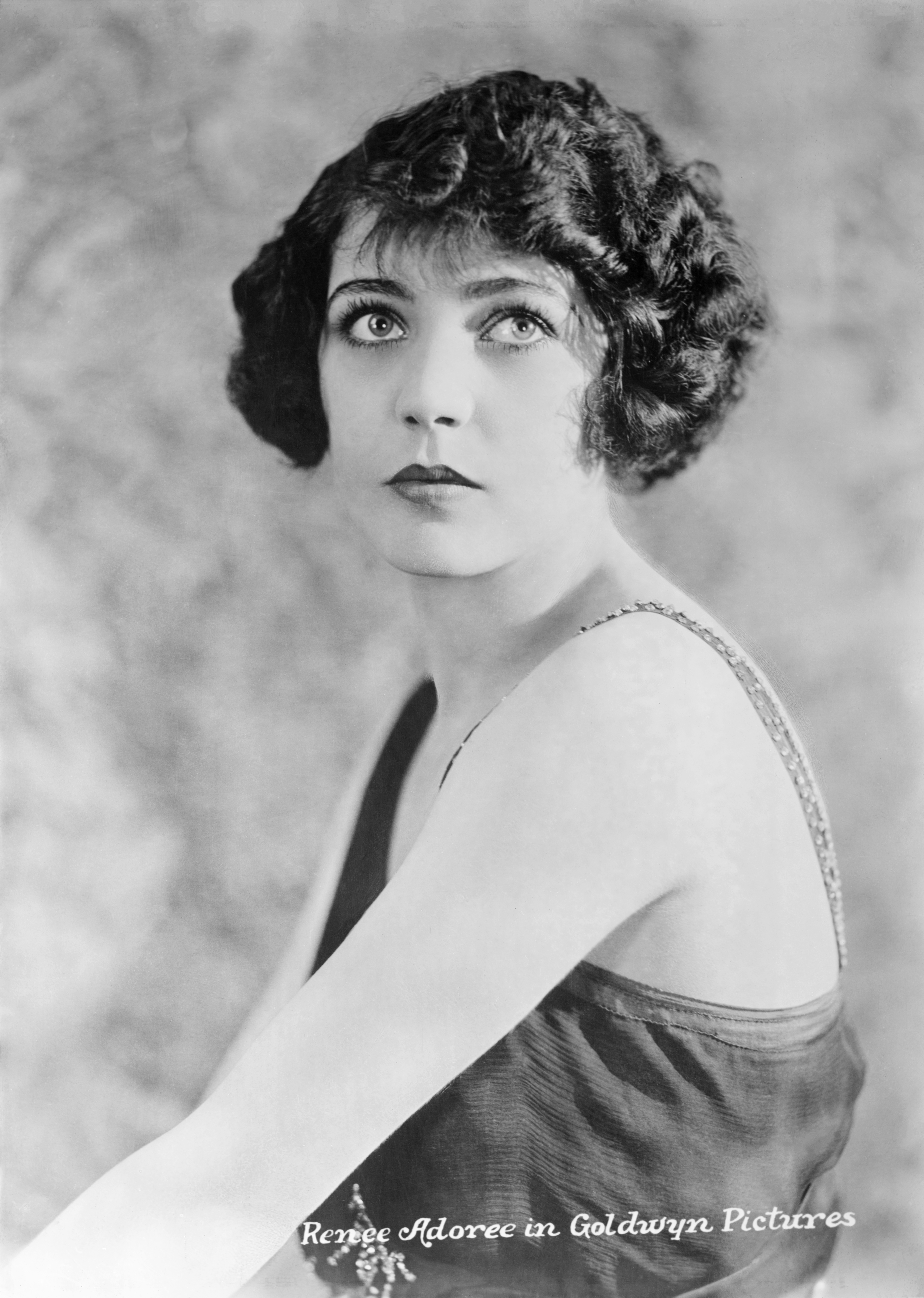
Renée Adorée (1922)

- Rosita Marstini (mare de Mélisande)
- Julianne Johnston (Justine Devereux)
- Kathleen Key (Miss Apperson)
- Carl Voss (oficial, no surt als crèdits)
- Harry Crocker (soldat, no surt als crèdits)
- George Beranger
- Frank Currier
- Dan Mason

## Producció
La pel·lícula va tenir un cost d'uns 382.000 dòlars. La pel·lícula es va començar a rodar a Los Angeles (al Griffith Park i al Elysian Park) i després, tot l'equip, amb tropes i aeroplans cedits pel Departament de Guerra dels Estats Units es va traslladar a Fort Sam Houston, Texas. No es va reparar en despeses en el moment de realitzar la pel·lícula. Una de les escenes involucraba uns 300 extres, multitud de camions i aeroplans. Quan acabada l'escena no havia quedat com volia el director, ell va ordenar tornar a filmar-la de cap i de nou. La tria de John Gilbert i Renée Adorée com a actors principals va ser un èxit i en tots dos casos s'ha considerat que aquesta va ser la seva millor pel·lícula. Tot i que King Vidor volia un actor més desconegut per al paper principal de Jim Apperson, la Metro li va imposar el nom de John Gilbert, un dels galants de l'època i que es va afaitar el seu característic bigoti per a l'ocasió. Més endavant, Vidor no va amagar la seva admiració per la sensibilitat i subtilesa amb la que l'actor havia interpretat aquell paper. Algunes de les escenes més conegudes, com el moment en què Jim ensenya a Mélisande a mastegar un xiclet o quan comparteix una cigarreta amb un alemany moribund dins el forat causat per un projectil, van ser improvisades per l'actor.
Una de les crítiques més positives a la pel·lícula era el seu realisme. En aquest sentit cal esmentar que Laurence Stallings, autor de la història, havia estat combatent durant la guerra a la marina i havia perdut una cama durant el conflicte, igual que li succeeix al protagonista. Aquest realisme no és degut només a la història sinó a la cura amb què es va realitzar la pel·lícula. Vidor va contractar dos ex-combatents com a assessors per a les escenes bèl·liques.
La pel·lícula es va estrenar amb una longitud de 13 bobines però després de l'estrena, la Metro va exigir Vidor retallar escenes per tal d'ajustar-la a una durada de 12 bobines.

## Impacte
"La gran desfilada" va suposar una novetat en l'enfocament d'una pel·lícula bèl·lica. Tot i no ser la primera pel·lícula antibel·licista, sí que va ser la primera pel·lícula americana en mostrar la guerra a través dels ulls de gent comú. King Vidor va declarar en una entrevista amb el crític Richard Schickel que “...fins aleshores les pel·lícules bèl·liques havien tingut molt de “glamour”, els soldats vestien brillants uniformes, rebien condecoracions i medalles, etc. Encara no s'havia fet cap pel·lícula sobre el soldat ras, sobre un home normal i corrent”. Oficialment va obtenir uns beneficis d'entre 18 i 22 milions de dòlars, el major obtingut per la Metro fins a l'estrena de "Allò que el vent s'endugué", i es va mantenir a la cartellera dos anys seguits. Va tenir una gran influència en grans pel·lícules posteriors com All Quiet on the Western Front en la que es reprodueixen quasi literalment algunes de les escenes bèl·liques. És una de les pel·lícules designades per a la seva preservació per part de la Biblioteca del Congrés dels Estats Units dins del programa National Film Preservation Board de la National Film Registry.